# Josef Hollerith
Josef Hollerith (* 10. März 1955 in München) ist ein deutscher Politiker (CSU) und ehemaliger Abgeordneter im Deutschen Bundestag.

## Leben
Hollerith machte 1975 am Humanistischen Gymnasium der Benediktiner im Kloster Schäftlarn sein Abitur. Er studierte an der Ludwig-Maximilians-Universität München Erwachsenenpädagogik und Betriebswirtschaftslehre. 1975 wurde er im Corps Arminia München recipiert. 1983 beendete er das Studium. Seit 1986 war er Mitglied des Kreisgremiums der Industrie- und Handelskammer.

## Politik
Hollerith trat 1975 der CSU und der Jungen Union bei. Von 1977 an war er für zehn Jahre Kreisvorsitzender der Jungen Union und von 1983 bis 1991 Bezirksvorsitzender in Oberbayern. 1985 bis 1988 war er zudem Präsident der Jungen Alpenregion. Seit 1993 ist er Kreisvorsitzender der Christlich-Sozialen Union in Bayern. Dem Deutschen Bundestag gehörte er seit 1990 an, 2002 schied er aus diesem aus. Nachfolger in seinem Bundestagswahlkreis Altötting war Stephan Mayer.
Im Jahr 2007 wurde Hollerith rechtskräftig vom Amtsgericht Altötting zu einer Freiheitsstrafe von einem Jahr auf Bewährung verurteilt, da er Anzeigeneinnahmen aus Wahlkampfbroschüren in Höhe von etwa 150.000 Euro falsch abgerechnet hatte. Seine Partei musste deshalb rund 88.000 Euro Strafe zahlen; die CSU akzeptierte den entsprechenden Sanktionsbescheid der Bundestagsverwaltung.